# Endothenia gutturalis
Endothenia gutturalis es una especie de polilla del género Endothenia, categorizada en la tribu Olethreutini, de la subfamilia Olethreutinae.

## Distribución
Se distribuye por África.

## Taxonomía
Fue descrita por Meyrick en 1934 y publicada en (Argyroploce), Ann. Mag. nat. Hist. 14: 407.